# Helge Dahlstedt
Helge Nathanael Krysostomus Dahlstedt, född 29 augusti 1885 i Vilhelmina i södra Lappland, död där 30 oktober 1963, var överläkare och chef för Österåsens sanatorium åren 1919–1951. 

## Biografi
Dahlstedt var son till kyrkoherden och riksdagspolitikern Lars Dahlstedt och var far till fem barn, bland andra professor Karl-Hampus Dahlstedt, i äktenskapet med läkaren grevinnan Eva Mörner.
Han blev med. kand. vid  Uppsala universitet 1908 och med. lic. vid Karolinska institutet 1914, där han specialiserade sig på lungsjukdomar. Han var sedan bland annat läkare vid sanatorierna  i Sävsjö och Hässleby samt vid Uppsala epidemisjukhus och Akademiska sjukhuset. 1916 utnämndes han till överläkare för Norrbottens läns sanatoriesjukhus i Sandträsk och 1919 blev han överläkare och chef för Österåsens sanatorium utanför Sollefteå där han var verksam i mer än 30 år. Efter pensioneringen 1951 bosatte han sig i Vilhelmina och återknöt den nära kontakten med fjällvärlden. Han var som pensionär även verksam som föreläsare i övre och mellersta Norrland.
Makarna Dahlstedt hade ett stort konstintresse. Många konstnärer som vistades som patienter på Österåsen betalade vistelsen med tavlor. Konstsamlingen finns kvar på Österåsen och röner intresse från många håll. Under 1950-talet sände Sveriges Radios program Konstkvarten från Vilhelmina, och Dahlstedt ansvarade för programmet. Makarna Dahlstedt är begravda på Vilhelmina kyrkogård, och gravstenen är ett konstverk.
Dahlstedts bok Från Fatmomakke till Orotava handlar om södra Lapplands fjällbygd och hans studietid i Uppsala.

## Personarkiv
Ett ordnat personarkiv efter Helge Dahlstedt finns vid avdelningen Arkiv och specialsamlingar vid Umeå universitetsbibliotek.